# Langstrand
Langstrand (wymowa afrikaans: [lɐŋstrɐnd]; czasami tłumaczone na język angielski Long Beach) – miejscowość wypoczynkowa w zachodniej Namibii na atlantyckim wybrzeżu, tuż obok Dolfynstrand, położone pomiędzy Walvis Bay (25 km) i Swakopmund (15 km).